# Santa Caterina del Sinaí
|  | No s'ha de confondre amb Monestir de Santa Caterina del Sinaí. |

Santa Caterina del Sinaí (Hàgia Aikaterine) és un monestir de Càndia (Grècia) que porta aquest nom perquè originalment fou una dependència del monestir del mateix nom al mont Sinaí, i pertany avui a l'església metropolitana d'Hàgios Menas. Fou un centre cultural durant el període venecià, i fou seu d'una escola en la que van estudiar Ioannis Morezenos, Ioasaph Doreianos, Ieremias Palladas i altres menys coneguts, entre ells els patriarques Meletios Pegas, Kyrillos Loukaris i Meletios Vlastos.
El Katholikon del monestir i la capella d'Hàgioi Deka són avui la seu d'una col·lecció de treballs artístics de la Creta Bizantina i post-bizantina, protegida pel Sacre Arquebisbat de Creta. A la col·lecció hi ha icones del pintor Angelos (un dels més famosos del segle xv) i sis icones de Miguel Damaskenos del segle xvi. Formen part del seu patrimoni les pintures murals de l'església de Miguel Arcàngel a Preveliana de Monofatsio, de l'església de Panagia a Patsos, d'Amari i algunes mes. També s'inclouen llibres religiosos i manuscrits, vestits, objectes i relíquies eclesiàstiques, treballs en fusta i escultures.
Els objectes principals són:
- La icona de Sant Phanourios i les del Miracle de Sant Phanourios, del segle xv, del monestir d'Odegetria a Kainourio, atribuïdes a Angelos.
- La icona Deesis, del segle xv, de l'església dels Taxiarques a Geraki.
- El Crist Pantocràtor del segle xv, de Gouves a Pediada.
- "L'adoració dels mags", icona del segle xvi, "Theotokos el Vatos", icona del segle xvi, "Noli me tangere", icona del segle xvi, "El darrer superior", icona del segle xvi, "Santa Litúrgia", icona del segle xvi, i "El primer sínode ecumènic", icona de 1591, pintades per Miguel Damaskenos.
- Sant Onouphrios, icona del segle xvi del monestir d'Hàgios Panteleimon.
- Icones del Dodekaorton, del Monestir de Kera Kardiotissa a Pediada, segle xvii.